# Supervivientes

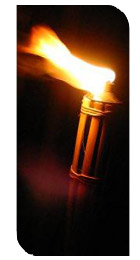
El fuego es un elemento arcaico y la dominación del mismo por humanos, fue sinónimo de supervivencia.

Supervivientes (en inglés Survivor) es un programa telerrealidad de supervivencia en el que un grupo de concursantes son abandonados durante 74 días en una región aislada. Los "supervivientes" deberán sobrevivir por sus propios medios a las adversas condiciones propuestas por el programa, aprovechando los alimentos que la naturaleza les pueda proporcionar e ideando métodos de adaptación y dominio del medio, como puede ser la obtención de fuego, un lugar en el que habitar o utensilios de caza y cocina. Los concursantes son divididos en dos equipos o tribus, cada uno en un campamento. Cada semana compiten en una prueba por la inmunidad en la que los que pierden se someten a eliminación y al voto del público (en las dos primeras ediciones fue en diferido y por tanto sin el voto de la audiencia). Cuando quedan 10 se unifican en un equipo y compiten individualmente por su inmunidad, por recompensas y sobre todo por ser el Robinson.

## Supervivientes en el mundo
- Última actualización: 11 de agosto de 2025.

| País                                     | Nombre Local | Canal de TV | Ganadores | Presentadores |
| ---------------------------------------- | --- | --- | --- | --- |
| África                                   | Survivor África Web Oficial (No Activa) | M-Net Africa | 1.ª Edición, 2006: Tsholofelo Gasenelwe, "Tebby" | Anthony Oseyemi (1.ª) |
| Alemania Austria                         | Expedition Robinson Web Oficial en RTL II (No Activa) Web Oficial en ORF (No Activa) | RTL II ORF | 1.ª Edición, 2000: Melanie | Sepp Forscher (1.ª) Volker Piesczek (1.ª) |
| Alemania                                 | Gestrandet | RTL II | 1.ª Edición, 2001: Alexander Kolo | Pierre Geisensetter (1.ª) |
| Alemania                                 | Survivor Web Oficial ProSieben (No Activa) Web Oficial VOX (No Activa) Web Oficial Sport1 | ProSieben (1.ª) VOX (2.ª) Sport1 (3.ª) | 1.ª Edición, 2007: Volker Kreuzner 2.ª Edición, 2019: Lara Grünfeld 3.ª Edición, 2025: Confirmada | Sascha Kalupke (1.ª) Florian Weber (2.ª) |
| Argentina                                | Expedición Robinson | Canal Trece | 1.ª Edición, 2000: Sebastián Martino 2.ª Edición, 2001: María Victoria Fernández | Julián Weich (1.ª-2.ª) |
| Argentina                                | Survivor: Expedición Robinson Web Oficial | Telefe | 1.ª Edición, 2024: Eugenia Propedo | Marley (1.ª) |
| Australia                                | Australian Survivor Web Oficial en Nine (No Activa) Web Oficial en Ten | Nine Network (1.ª) Network Ten (2.ª-12.ª) | 1.ª Edición, 2002: Rob Dickson 2.ª Edición, 2016: Kristie Bennett 3.ª Edición, 2017: Jericho Malabonga 4.ª Edición, 2018: Shane Gould 5.ª Edición, 2019: Pia Miranda 6.ª Edición, 2020: David Genat 7.ª Edición, 2021: Hayley Leake 8.ª Edición, 2022: Mark Wales 9.ª Edición, 2023: Liz Parnov 10.ª Edición, 2024: Feras Basal 11.ª Edición, 2025: Myles Kuah 12.ª Edición, 2025: Confirmada | Lincoln Howes (1.ª) Jonathan LaPaglia (2.ª-11.ª) |
| Australia                                | Celebrity Survivor Web Oficial (No Activa) | Seven Network | 1.ª Edición, 2006: Guy Leech | Ian Dickson (1.ª) |
| Balcanes Croacia Serbia                  | Survivor VIP | RTL Televizija (Croacia) Prva Srpska Televizija (Serbia)                                                                                          | 1.ª Edición, 2012: Vladimir Vuksanović, "Vlada" | Marijana Batinić (1.ª) Andrija Milošević (1.ª) |
| Balcanes Croacia Serbia                  | Survivor Web Oficial (Croacia) Web Oficial (Serbia) | Nova (Croacia) Nova S (Serbia) | 1.ª Edición, 2022: Nevena Blanusa & Stefan Nevistić 2.ª Edición, 2023: Nataša Kondić & Antonia Ivić 3.ª Edición, 2024: Tijana Jeremić & Luka Rimac 4.ª Edición, 2025: Uroš Čiča & Luciano Plazibat 5.ª Edición, 2026: Confirmada | Bojan Perić (1.ª-4.ª) Mario Mlinarić (1.ª-3.ª) |
| Bélgica (en Neerlandés)                  | Expeditie Robinson Web Oficial | VIER | 1.ª Edición, 2018: Robbe de Backer | Bartel Van Riet (1.ª) |
| Benelux Bélgica Países Bajos             | Expeditie Robinson Web Oficial en VT4 (No Activa) Web Oficial en KanaalTwee (No Activa) Web Oficial en Talpa (No Activa) Web Oficial en RTL5 | VT4 (1.ª-5.ª) NET 5 (1.ª-5.ª) KanaalTwee (6.ª, 8.ª) Talpa TV (6.ª-7.ª) VTM (7.ª) RTL 5 (8.ª-13.ª) 2BE (9.ª-13.ª) VIER (14.ª) RTL Videoland (14.ª) | 1.ª Edición, 2000: Karin Lindenhovius 2.ª Edición, 2001: Richard Mackowiak 3.ª Edición, 2002: Derek Blok 4.ª Edición, 2003: Jutta Borms 5.ª Edición, 2004: Frank De Meulder 6.ª Edición, 2005: Marnix Allegaert 7.ª Edición, 2006: Olga Urashova 8.ª Edición, 2007: Vincent Arrendell, "Vinni" 9.ª Edición, 2008: Yin Oei Sian 10.ª Edición, 2009: Marcel Vandezande 11.ª Edición, 2010: Regina Romeijn 12.ª Edición, 2011: Tanja Dexters 13.ª Edición, 2012: Fátima Moreira de Melo 14.ª Edición, 2020: Thomas Roobrouck | Désiré Naessens (1.ª-2.ª) Ernst-Paul Hasselbach (1.ª-9.ª) Roos Van Acker (3.ª-5.ª) Lotte Verlackt (6.ª) Evi Hanssen (7.ª-13.ª) Eddy Zoey (10.ª-12.ª) Dennis Weening (13.ª) Bartel Van Riet (14.ª) Geraldine Kemper (14.ª)       |
| Benelux Bélgica Países Bajos             | Expeditie Robinson: All-Stars | KanaalTwee Talpa TV | 1.ª Edición, 2006: Ryan van Esch | Ernst-Paul Hasselbach (1.ª) Lotte Verlackt (1.ª) |
| Brasil                                   | No Limite Web Oficial | Rede Globo | 1.ª Edición, 2000: Elaine Castro de Melo 2.ª Edición, 2001: Leonardo Rassi, "Léo" 3.ª Edición, 2001: Rodrigo Trigueiro 4.ª Edición, 2009: Luciana de Araújo 5.ª Edición, 2021: Paula Amorim 6.ª Edición, 2022: Charles Gama 7.ª Edición, 2023: Dedé Macedo | Zeca Camargo (1.ª-4.ª) André Marques (5.ª) André Marques (6.ª-7.ª) |
| Bulgaria                                 | Survivor BG Web Oficial | bTV | 1.ª Edición, 2006: Neli Ivanova 2.ª Edición, 2007: Georgi Mitkov Kostadinov 3.ª Edición, 2008: Nikolay Martinov 4.ª Edición, 2009: George Kehayov 5.ª Edición, 2014: Vanja Džaferović 6.ª Edición, 2022: Zoran Petrovski 7.ª Edición, 2023: Blagoy Georgiev | Kamen Vodenicharov (1.ª) Vladimir Karamazov (2.ª-7.ª) |
| Canadá (en Francés) Quebec               | Survivor Québec Web Oficial | Noovo | 1.ª Edición, 2023: Nicolas Brunette 2.ª Edición, 2024: Ghyslain Octeau-Piché 3.ª Edición, 2025: Geneviève La Haye 4.ª Edición, 2026: Confirmada | Patrice Bélanger (1.ª-3.ª) |
| Chile                                    | Expedición Robinson: La Isla Vip Web Oficial (No Activa) | Canal 13 | 1.ª Edición, 2006: Marcela Roberts | Sergio Lagos (1.ª) Karla Constant (1.ª) |
| Colombia                                 | Expedición Robinson Web Oficial (No Activa) | Caracol Televisión | 1.ª Edición, 2001: Rolando Patarroyo 2.ª Edición, 2002: Cristóbal Echevarría | Margarita Rosa de Francisco (1.ª-2.ª) |
| Colombia                                 | La Isla de los FamoS.O.S. Web Oficial (No Activa) | RCN Televisión | 1.ª Edición, 2004: María Cecilia Sánchez 2.ª Edición, 2005: Leonel Álvarez 3.ª Edición, 2007: Lucas Jaramillo 4.ª Edición, 2007: José Javier Ramírez | Pirry (1.ª-4.ª) Katerine Porto (1.ª) |
| Colombia                                 | Survivor: La Isla de los Famosos Web Oficial | RCN Televisión | 1.ª Edición, 2023: Juan del Mar | Tatán Mejía (1.ª) |
| Croacia                                  | Survivor: Odisejev Otok Web Oficial (No Activa) | HRT 2 | 1.ª Edición, 2005: Vazmenko Pervan | Kristijan Potočki (1.ª) |
| Dinamarca                                | Robinson Ekspeditionen Web Oficial | TV3 | 1.ª Edición, 1998: Regina Pedersen 2.ª Edición, 1999: Dan Marstrand 3.ª Edición, 2000: Sonny Ronne 4.ª Edición, 2001: Malene Hasselblad 5.ª Edición, 2002: Henrik Orum 6.ª Edición, 2003: Frank Quistgard 7.ª Edición, 2004: Mette Frandsen 8.ª Edición, 2005: Mogens Brandstrup 9.ª Edición, 2006: Diego Tur 10.ª Edición, 2007: Rikke Camilla Gøransson 11.ª Edición, 2008: Daniela Hansen 12.ª Edición, 2009: Villy Eenberg 13.ª Edición, 2010: Søren Engelbret 14.ª Edición, 2011: Hugo Kleister 15.ª Edición, 2013: Jeppe Bruun Hansen 16.ª Edición, 2014: Stina Von Edelstein 17.ª Edición, 2015: Kenneth Mikkelsen 18.ª Edición, 2016: Henrik Oltmann Andersen 19.ª Edición, 2017: Marlene Berardino 20.ª Edición, 2018: Jamil Faizi 21.ª Edición, 2019: Nis Andreas Prio Sørensen 22.ª Edición, 2021: Katrine Ørskov Hedeman 23.ª Edición, 2022: Mikkel Bertelsen 24.ª Edición, 2023: Majbritt Fejfer Olsen 25.ª Edición, 2024: Nicolaj Schrøder 26.ª Edición, 2025: Confirmada | Thomas Mygind (1.ª-6.ª) Jakob Kjeldbjerg (7.ª-25.ª) |
| Ecuador                                  | Expedición Robinson | Teleamazonas | 1.ª Edición, 2002: Tito Grefa | Marisa Sánchez (1.ª) |
| Escandinavia                             | Robinson V. I. P. Web Oficial (No Activa) | TV3 | 1.ª Edición, 2005: Tilde Fröling | Mikkel Beha Erichsen (1.ª) {Christer Falck (1.ª) Robert Aschberg (1.ª) |
| Eslovaquia                               | Ostrov Web Oficial (No Activa) | Markíza | 1.ª Edición, 2016: Filip Ferianec | Marián Mitaš (1.ª) |
| Eslovaquia República Checa               | Survivor: Česko a Slovensko Web Oficial en Markíza Web Oficial en Nova | Markíza (Eslovaquia) TV Nova (República Checa) Voyo (Eslovaquia & República Checa)                                                                | 1.ª Edición, 2022: Vladimír Čapek 2.ª Edición, 2023: Tomáš Weimann 3.ª Edición, 2024: Martin Mikyska, "Mikýř" 4.ª Edición, 2025: Pavel Tóth 5.ª Edición, 2026: Confirmada | Martin Šmahel (1.ª) Ondřej Novotný (1.ª-4.ª) |
| Eslovenia                                | Survivor Slovenija Web Oficial | Pop | 1.ª Edición, 2016: Alen Perklič | Miran Stanovnik (1.ª) |
| España                                   | Supervivientes Web Oficial | Telecinco Cuatro (14.ª-16.ª) LaSiete (6.ª-8.ª) Divinity (9.ª-13.ª) Cincomas (14.ª-15.ª)                                                           | 1.ª Edición, 2000: Xavier Monjonell 2.ª Edición, 2001: Alfredo Cortina 3.ª Edición, 2006: Carmen Russo 4.ª Edición, 2007: Nilo Manrique 5.ª Edición, 2008: Miriam Sánchez 6.ª Edición, 2009: Maite Zúñiga 7.ª Edición, 2010: María José Fernández 8.ª Edición, 2011: Rosa Benito 9.ª Edición, 2014: Abraham García 10.ª Edición, 2015: Christopher Mateo 11.ª Edición, 2016: Jorge Díaz 12.ª Edición, 2017: José Luis Losa 13.ª Edición, 2018: Sofía Suescun 14.ª Edición, 2019: Omar Montes 15.ª Edición, 2020: Jorge Pérez 16.ª Edición, 2021: Olga Moreno 17.ª Edición, 2022: Alejandro Nieto 18.ª Edición, 2023: Bosco Martínez-Bordiú 19.ª Edición, 2024: Pedro García Aguado 20.ª Edición, 2025: Borja González 21.ª Edición, 2026: Confirmada | Juan Manuel López Iturriaga (1.ª-2.ª) Paco Lobatón (2.ª) Jesús Vázquez (3.ª-7.ª) Christian Gálvez (6.ª) Jorge Javier Vázquez (8.ª-20.ª) Carlos Sobera (18.ª)                                                                    |
| España                                   | Supervivientes All-Stars | Telecinco | 1.ª Edición, 2024: Marta Peñate 2.ª Edición, 2025: Comienza en Septiembre | Jorge Javier Vázquez (1.ª) |
| España                                   | La Isla de los FamoS.O.S. (1.ª-2.ª) La Selva de los FamoS.O.S. (3.ª) Aventura en África (4.ª) Web Oficial (No Activa) | Antena 3 | 1.ª Edición, 2003: Daniela Cardone 2.ª Edición, 2003: Felipe López 3.ª Edición, 2004: Canales Rivera 4.ª Edición, 2005: Víctor Janeiro | Alonso Caparrós (1.ª) Nuria Roca (2.ª-4.ª) |
| Estados Unidos                           | Survivor Web Oficial Web Oficial del Casting (No Activa) | CBS | 1.ª Edición, 2000: Richard Hatch 2.ª Edición, 2001: Tina Wesson 3.ª Edición, 2001-2002: Ethan Zohn 4.ª Edición, 2002: Vecepia Towery 5.ª Edición, 2002: Brian Heidik 6.ª Edición, 2003: Jenna Morasca 7.ª Edición, 2003: Sandra Díaz-Twine 8.ª Edición, 2004: Amber Brkich 9.ª Edición, 2004: Christopher Daugherty, "Chris" 10.ª Edición, 2005: Tom Westman 11.ª Edición, 2005: Danni Boatwright 12.ª Edición, 2006: Aras Baskauskas 13.ª Edición, 2006: Yul Kwon 14.ª Edición, 2007: Earl Cole 15.ª Edición, 2007: Todd Herzog 16.ª Edición, 2008: Parvati Shallow 17.ª Edición, 2008: Robert Crowley, "Bob" 18.ª Edición, 2009: James Thomas Jr., "J. T." 19.ª Edición, 2009: Natalie White 20.ª Edición, 2010: Sandra Díaz-Twine 21.ª Edición, 2010: Jud Birza, "Fabio" 22.ª Edición, 2011: Robert Mariano, "Rob" 23.ª Edición, 2011: Sophie Clarke 24.ª Edición, 2012: Kimberly Spradlin, "Kim" 25.ª Edición, 2012: Denise Stapley 26.ª Edición, 2013: John Cochran 27.ª Edición, 2013: Tyson Apostol 28.ª Edición, 2014: Anthony Vlachos, "Tony" 29.ª Edición, 2014: Natalie Anderson 30.ª Edición, 2015: Michael Holloway, "Mike" 31.ª Edición, 2015: Jeremy Collins 32.ª Edición, 2016: Michele Fitzgerald 33.ª Edición, 2016: Adam Klein 34.ª Edición, 2017: Sarah Lacina 35.ª Edición, 2017: Ben Driebergen 36.ª Edición, 2018: Wendell Holland 37.ª Edición, 2018: Nick Wilson 38.ª Edición, 2019: Chris Underwood 39.ª Edición, 2019: Thomas Sheehan, "Tommy" 40.ª Edición, 2020: Anthony Vlachos, "Tony" 41.ª Edición, 2021: Erika Casupanan 42.ª Edición, 2022: Maryanne Oketch 43.ª Edición, 2022: Michael Gabler, "Mike" 44.ª Edición, 2023: Yamil Arocho 45.ª Edición, 2023: Dee Valladares 46.ª Edición, 2024: Kenzie Petty 47.ª Edición, 2024: Rachel LaMont 48.ª Edición, 2025: Kyle Fraser 49.ª Edición, 2025: Comienza en Septiembre 50.ª Edición, 2026: Confirmada | Jeff Probst (1.ª-50.ª) |
| Filipinas                                | Survivor Philippines Web Oficial (No Activa) | GMA-7 | 1.ª Edición, 2008: John Carlo Tiuseco, "JC" 2.ª Edición, 2009: Amanda Coolley Van Cooll | Paolo Bediones (1.ª-2.ª) |
| Filipinas                                | Survivor Celebrity Edition | GMA-7 | 1.ª Edición, 2010: Akihiro Sato 2.ª Edición, 2011-2012: Albert Sumaya Jr., "Betong" | Richard Gutiérrez (1.ª-2.ª) |
| Finlandia                                | Suomen Robinson Web Oficial (No Activa) | Nelonen 4 | 1.ª Edición, 2004: Marjaana Valkeinen 2.ª Edición, 2005: Mira Jantunen | Jarmo Mäkinen (1.ª) Arttu Harkki (2.ª) |
| Finlandia                                | Selviytyjät Suomi Web Oficial en MTV3 (No Activa) Web Oficial en Nelonen | MTV3 (1.ª) Nelonen (2.ª-10.ª) | 1.ª Edición, 2013: Jarkko Kortesoja 2.ª Edición, 2018: Sampo Kaulanen 3.ª Edición, 2019: Miska Haakana 4.ª Edición, 2019: Kai Fagerlund 5.ª Edición, 2021: Kristian Heiskari 6.ª Edición, 2021: Shirly Karvinen 7.ª Edición, 2022: Sami Helenius 8.ª Edición, 2023: Teemu Roivainen 9.ª Edición, 2024: Mia Haataja, "Millu" 10.ª Edición, 2025: Comienza en Agosto | Heikki Paasonen (1.ª) Juuso Mäkilähde (2.ª-7.ª) Riku Rantala (8.ª-10.ª) |
| Francia                                  | Les Aventuriers de Koh-Lanta (1.ª) Koh-Lanta (2.ª-24.ª) Web Oficial | TF1 | 1.ª Edición, 2001: Gilles Nicolet 2.ª Edición, 2002: Amel Fatnassi 3.ª Edición, 2003: Delphine Turckeim & Isabelle Seguin 4.ª Edición, 2004: Philippe Bordier 5.ª Edición, 2005: Clémence Castel 6.ª Edición, 2006: François-David Cardonnel 7.ª Edición, 2007: Souad Handi, "Jade" & Kevin Cuoco 8.ª Edición, 2008: Christelle Gauzet 9.ª Edición, 2009: Christina Chevry 10.ª Edición, 2010: Phillipe Duron 11.ª Edición, 2011: Gérard Urdempilleta 12.ª Edición, 2012-2013: Ugo Lartiche 13.ª Edición, 2013: Suspendida 14.ª Edición, 2015: Marc Rambaud 15.ª Edición, 2016: Wendy Gervois 16.ª Edición, 2016: Benoit Assadi 17.ª Edición, 2017: Frédéric Blancher 18.ª Edición, 2017: André Deleplace 19.ª Edición, 2018: Suspendida 20.ª Edición, 2019: Maud Bamps 21.ª Edición, 2020: Alexandra Pornet 22.ª Edición, 2021: Maxine Eouzan 23.ª Edición, 2022: Bastien San Pedro & François Descamp 24.ª Edición, 2023: Frédéric Khouvilay 25.ª Edición, 2024: Thibault Bélanger 26.ª Edición, 2025: Gaëlle Fleury 27.ª Edición, 2026: Confirmada | Hubert Auriol (1.ª) Denis Brogniart (2.ª-25.ª) |
| Francia                                  | Koh-Lanta (Formato All-Stars) Koh-Lanta: Le Retour des Héros (1.ª) Koh-Lanta: Le Choc des Héros (2.ª) Koh-Lanta: La Revanche des Héros (3.ª) Koh-Lanta: La Nouvelle Édition (4.ª) Koh-Lanta: Le Combat des Héros (5.ª) Koh-Lanta: L'île des Héros (6.ª) Koh-Lanta: La Légende (7.ª) | TF1 | 1.ª Edición, 2009: Romuald Lafite 2.ª Edición, 2010: Grégoire Gorge 3.ª Edición, 2012: Bertrand Urbain 4.ª Edición, 2014: Laurent Maistret 5.ª Edición, 2018: Clémence Castel 6.ª Edición, 2020: Naoil Tita 7.ª Edición, 2021: Sin Ganador/a | Denis Brogniart (1.ª-7.ª) |
| Georgia                                  | უკანასკნელი გმირი Web Oficial (No Activa) | Rustavi 2 | 1.ª Edición, 2007-2008: Tamar Chanturashvili | Giorgi Qorqia (1.ª) |
| Grecia                                   | Survivor Web Oficial (No Activa) Web Oficial en Skai | Mega Channel (1.ª-2.ª) Skai TV (3.ª-9.ª) | 1.ª Edición, 2003: Evangelía Dermetzóglou 2.ª Edición, 2004: Konstantína Nkólia 3.ª Edición, 2017: Giórgos Angelópoulos, "Danos" 4.ª Edición, 2018: Ilías Nkótsis 5.ª Edición, 2020-2021: Sákis Katsoúlis 6.ª Edición, 2021-2022: Státhis Schízas 7.ª Edición, 2023: Sákis Katsoúlis 8.ª Edición, 2024: Dániel Nurka 9.ª Edición, 2024: Níno Nikolaḯdis | Grigóris Arnaoútoglou (1.ª-2.ª) Sákis Tanimanídis (3.ª-4.ª) Giórgos Lianós (4.ª-9.ª) |
| Grecia Turquía                           | Survivor Ελλάδα-Τουρκία Web Oficial Griega (No Activa) Survivor Türkiye-Yunanistan Web Oficial Turca (No Activa) | Mega Channel (1.ª) Show TV (1.ª) Skai (2.ª) TV8 (2.ª)                                                                                             | 1.ª Edición, 2006-2007: Derya Durmuşlar 2.ª Edición, 2019: Katerína Daláka & Yusuf Karakaya | Konstantínos Markoulákis (1.ª) Acun Ilıcalı (1.ª-2.ª) Sákis Tanimanídis (2.ª) |
| Hungría                                  | Survivor: A Sziget (1.ª-2.ª) Web Oficial en RTL Klub (No Activa) Survivor (3.ª-6.ª) Web Oficial en RTL | RTL Klub (1.ª-5.ª) RTL (6.ª) | 1.ª Edición, 2003: Tünde Molnár 2.ª Edición, 2004: David Hankó 3.ª Edición, 2017: Iliász Shweirif 4.ª Edición, 2018: Dávid Tömböly 5.ª Edición, 2021: Dániel Pintér 6.ª Edición, 2023: Viktória Kiss | András Stohl (1.ª-2.ª) Istenes Bence (3.ª-4.ª) Miklós Varga (5.ª-6.ª) |
| India (en Hindi)                         | Survivor India Web Oficial (No Activa) | Star Plus | 1.ª Edición, 2012: Raj Rani | Sameer Kochhar (1.ª) |
| India (en Tamil)                         | Survivor Tamil (Formato con Famosos) | Zee Tamil | 1.ª Edición, 2021: Vijayalakshmi Agatyan | Arjun Sarja (1.ª) |
| Israel                                   | הישרדות Web Oficial en Channel 10 (No Activa) Web Oficial en Channel 2 (No Activa) Web Oficial en Reshet 13 | Channel 10 (1.ª-5.ª) Channel 2 (Reshet) (6.ª-7.ª) Reshet 13 (8.ª)                                                                                 | 1.ª Edición, 2007-2008: Na'ama Kaesari 2.ª Edición, 2008-2009: Erik Alper 3.ª Edición, 2009: Shay Arel 4.ª Edición, 2010: Natan Bashevkin 5.ª Edición, 2011: Irit Rahamim Basis 6.ª Edición, 2015-2016: Liron Orfali, "Tiltil" 7.ª Edición, 2017: Inbar Pinievsky Basson 8.ª Edición, 2022-2023: Elit Musayof 9.ª Edición, 2024-2025: Nitzan Yerushalmy | Guy Zu-Aretz (1.ª-9.ª) |
| Israel                                   | הישרדות VIP Web Oficial | Channel 10 (1.ª) Reshet 13 (2.ª-4.ª) | 1.ª Edición, 2012: Itay Segev 2.ª Edición, 2019: Đovani Roso 3.ª Edición, 2020: Asi Buzaglo 4.ª Edición, 2021-2022: Alla Eibinder | Guy Zu-Aretz (1.ª-4.ª) |
| Italia                                   | Survivor Italia Web Oficial (No Activa) | Italia 1 | 1.ª Edición, 2001: Melica Meletic | Benedetta Corbi (1.ª) |
| Italia                                   | L'Isola Dei Famosi Web Oficial en Rai (No Activa) Web Oficial en Mediaset | Rai Due (1.ª-9.ª) Canale 5 (10.ª-19.ª) | 1.ª Edición, 2003: Walter Nudo 2.ª Edición, 2004: Sergio Muñiz 3.ª Edición, 2005: Lory Del Santo 4.ª Edición, 2006: Luca Calvani 5.ª Edición, 2007: Manuela Villa 6.ª Edición, 2008: Vladimir Luxuria 7.ª Edición, 2010: Daniele Battaglia 8.ª Edición, 2011: Giorgia Palmas 9.ª Edición, 2012: Antonella Elia 10.ª Edición, 2015: Giulia Provvedi & Silvia Provvedi ("Le Donatella") 11.ª Edición, 2016: Giacobbe Fragomeni 12.ª Edición, 2017: Raz Degan 13.ª Edición, 2018: Nino Formicola, "Gaspare" 14.ª Edición, 2019: Marco Maddaloni 15.ª Edición, 2021: Simone Paciello, "Awed" 16.ª Edición, 2022: Nicolas Vaporidis 17.ª Edición, 2023: Marco Mazzoli 18.ª Edición, 2024: Aras Şenol 19.ª Edición, 2025: Cristina Plevani | Simona Ventura (1.ª-8.ª) Nicola Savino (8.ª-9.ª) Alessia Marcuzzi (10.ª-14.ª) Ilary Blasi (15.ª-17.ª) Vladimir Luxuria (18.ª) Veronica Gentili (19.ª)                                                                           |
| Japón                                    | Survivor Web Oficial (No Activa) | TBS | 1.ª Edición, 2002: Eri Minoshima 2.ª Edición, 2002: Asami Kawamura 3.ª Edición, 2002: Yasuhito Ebisawa 4.ª Edición, 2003: Koushin Gunji | Neptune (1.ª-4.ª) Munehiro Tokita (1.ª-4.ª) |
| México                                   | Survivor México Web Oficial | Azteca Uno | 1.ª Edición, 2020: Eduardo Urbina 2.ª Edición, 2021: Pablo Martí 3.ª Edición, 2022: Julián Huergo 4.ª Edición, 2023: Pablo Martí 5.ª Edición, 2024: Esmeralda Zamora 6.ª Edición, 2025: En Emisión | Arturo Islas (1.ª) Carlos Guerrero (2.ª-6.ª) |
| Noruega                                  | Robinsonekspedisjonen Web Oficial en TV3 (No Activa) Web Oficial en TV 2 | TV3 (2.ª-13.ª, 16.ª-17.ª) TV 2 (14.ª-15.ª) | 1.ª Edición, 1999: Christer Falck 2.ª Edición, 2000: Therese Andersen 3.ª Edición, 2001: Mia Martinsen 4.ª Edición, 2002: Ann Karene Molvig 5.ª Edición, 2003: Emil Orderud 6.ª Edición, 2004: Jan Stian Gundersen 7.ª Edición, 2007: Ann-Kristin Otnes 8.ª Edición, 2008: Tom Andre Tveitan 9.ª Edición, 2009: Lina Iversen 10.ª Edición, 2010: Alita Kristensen 11.ª Edición, 2011: Lillan Ramøy 12.ª Edición, 2012: Elisabeth Nielsen 13.ª Edición, 2013: Bjørn Tore Bekkeli 14.ª Edición, 2015: Maiken Sæther Olsen 15.ª Edición, 2016: Thomas Larsen 16.ª Edición, 2021: Maiken Charlotte Hetle 17.ª Edición, 2022: Are Lundby Kvaal | Nils Ole Oftebro (1.ª) Christer Falch (2.ª-15.ª) Silje Torp (16.ª-17.ª) |
| Nueva Zelanda                            | Survivor New Zealand Web Oficial | TV2 | 1.ª Edición, 2017: Avi Duckor-Jones 2.ª Edición, 2018: Lisa Stanger | Matt Chisholm (1.ª-2.ª) |
| Oriente Medio                            | Survivor Web Oficial (No Activa) | LBC | 1.ª Edición, 2005: Hussein El-Abass | Tareq Mounir (1.ª) |
| Países Bajos                             | Expeditie Robinson Web Oficial | RTL 5 (1.ª-6.ª) RTL 4 (7.ª-11.ª) | 1.ª Edición, 2013: Edith Bosch 2.ª Edición, 2014: Kay Nambiar 3.ª Edición, 2015: Amara Onwuka 4.ª Edición, 2016: Bertie Steur 5.ª Edición, 2017: Carlos Platier Luna 6.ª Edición, 2018: Jan Bronninkreef 7.ª Edición, 2019: Hugo Kennis 8.ª Edición, 2021: Robbert Rodenburg 9.ª Edición, 2022: Dennis Wilt 10.ª Edición, 2023: Willem Voogd 11.ª Edición, 2024: Kiran Badloe | Dennis Weening (1.ª-6.ª) Nicolette Kluijver (2.ª-11.ª) Kaj Gorgels (7.ª-8.ª) Rick Brandsteder (9.ª) Art Rooijakkers (10.ª-11.ª)                                                                                                 |
| Países Bajos                             | Expeditie Robinson: All Stars Web Oficial | RTL 4 Videoland | 1.ª Edición, 2022: Niels Gomperts | Geraldine Kemper (1.ª) Art Rooijakkers (1.ª) |
| Países Bálticos Estonia Letonia Lituania | Robinsonid Robinsoni Robinzonai | TV3 | 1.ª Edición, 2000: Zane Mukane 2.ª Edición, 2001: Māris Šveiduks 3.ª Edición, 2002: Rimas Valeikis | Emil Rutiku (1.ª-3.ª) Pauls Timrots (1.ª-3.ª) Vytautas Kernagis (1.ª-3.ª) |
| Pakistán                                 | Mountain Dew Survivor Web Oficial (No Activa) | TV One ARY Digital Pakistan Television Corporation                                                                                                | 1.ª Edición, 2006: Mohammed Ziad | Nisar Malik (1.ª) |
| Polonia                                  | Wyprawa Robinson Web Oficial (No Activa) | TVN | 1.ª Edición, 2004: Katarzyna Drzyzdzyk, "Kasia" | Hubert Urbański (1.ª) |
| Polonia                                  | Wyspa Przetrwania Web Oficial | Polsat | 1.ª Edición, 2017: Katarzyna Cebula | Damian Michałowski (1.ª) |
| Portugal                                 | Survivor Web Oficial (No Activa) | TVI | 1.ª Edición, 2001: Pedro Besugo | Paulo Salvador (1.ª) |
| Reino Unido                              | Survivor Web Oficial (No Activa) | ITV1 (1.ª-2.ª) BBC One (3.ª) | 1.ª Edición, 2001: Charlotte Hobrough 2.ª Edición, 2002: Jonny Gibb 3.ª Edición, 2023: Matthew Haywood | Mark Austin (1.ª) Mark Nicholas (2.ª) Joel Dommett (3.ª) |
| República Checa                          | Trosečník Web Oficial (No Activa) | Prima TV | 1.ª Edición, 2006: Ingrid Golasová | Marek Vašut (1.ª) |
| República Checa                          | Robinsonův Ostrov Web Oficial | TV Nova | 1.ª Edición, 2017: Marek Orlík 2.ª Edición, 2018: Martin Složil | Ondřej Novotný (1.ª-2.ª) |
| Rumanía                                  | Supraviețuitorul Web Oficial (No Activa) | Pro TV | 1.ª Edición, 2016: Lucian Lupu | Dragoş Bucurenci (1.ª) |
| Rumanía                                  | Survivor România Web Oficial | Kanal D (1.ª-2.ª) Pro TV (3.ª-6.ª) | 1.ª Edición, 2020: Elena Ionescu 2.ª Edición, 2021: Edmond Zannidache 3.ª Edición, 2022: Alex Delea 4.ª Edición, 2023: Dan Ursa 5.ª Edición, 2024: Edmond Zannidache 6.ª Edición, 2025: Ovidiu Măcinic, "Uwe Dai" | Dan Cruceru (1.ª-2.ª) Daniel Pavel (3.ª-6.ª) |
| Rusia                                    | Последний Герой Web Oficial en Perviy (No Activa) Web Oficial en TV3 | ORT (1.ª) Perviy Kanal (2.ª-6.ª) TV3 (7.ª-11.ª)                                                                                                   | 1.ª Edición, 2001-2002: Sergey Odintsov 2.ª Edición, 2002: Veronica Norkina 3.ª Edición, 2003: Vladimir Presnjakov Jr. 4.ª Edición, 2003: Yana Volkova 5.ª Edición, 2004: Aleksandr Matveev 6.ª Edición, 2008-2009: Vladimir Lysenko 7.ª Edición, 2019: Anfisa Chernykh 8.ª Edición, 2020: Nadezhda Angarskaya 9.ª Edición, 2021: Roman Nikkel 10.ª Edición, 2023: Aleksey Lukin 11.ª Edición, 2024: Dmitriy Konyshev | Serguéi Bodrov (1.ª) Dmitriy Pevtsov (2.ª) Nikolai Fomenko (3.ª) Aleksandr Domogárov (4.ª) Vladímir Menshov (5.ª) Ksenia Sobchak (6.ª) Yana Troyanova (7.ª-9.ª) Ksenia Borodina (10.ª-11.ª)                                     |
| Serbia                                   | Survivor Srbija Web Oficial (No Activa) Web Oficial en Nova | Fox Televizija Srbija | 1.ª Edición, 2008-2009: Nemanja Pavlov 2.ª Edición, 2009-2010: Aleksandar Krajišnik | Andrija Milošević (1.ª-2.ª) |
| Serbia                                   | Survivor VIP | Fox Televizija Srbija | 1.ª Edición, 2010-2011: Andrej Maričić | Andrija Milošević (1.ª-2.ª) |
| Sudáfrica                                | Survivor South Africa Web Oficial (No Activa) | M-Net | 1.ª Edición, 2006: Vanessa Marawa 2.ª Edición, 2007: Lorette Mostert 3.ª Edición, 2010: Perle van Schalkwyk, "GiGi" 4.ª Edición, 2011: Hykie Berg 5.ª Edición, 2014: Graham Jenneker 6.ª Edición, 2018: Tom Swartz 7.ª Edición, 2019: Robert Bentele, "Rob" 8.ª Edición, 2021: Nicole Wilmans 9.ª Edición, 2022: Dino Paulo | Mark Bayly (1.ª-2.ª) Nico Panagio (3.ª-9.ª) |
| Suecia                                   | Expedition Robinson Web Oficial en SVT (No Activa) Web Oficial en TV3 (No Activa) Web Oficial en TV4 | SVT (1.ª-7.ª) TV3 (8.ª-9.ª) TV4 (10.ª-14.ª, 16.ª-24.ª) Sjuan (15.ª)                                                                               | 1.ª Edición, 1997: Martin Melin 2.ª Edición, 1998: Alexandra Zazzi 3.ª Edición, 1999: Jerker Dalman 4.ª Edición, 2000: Mattias Dalerstedt 5.ª Edición, 2001: Jan Emanuel Johansson 6.ª Edición, 2002: Antoni Matacz 7.ª Edición, 2003: Emma Andersson 8.ª Edición, 2004: Jerry Forsberg 9.ª Edición, 2005: Karolina Conrad 10.ª Edición, 2009: Ellenor Pierre 11.ª Edición, 2009-2010: Hans Brettschneider 12.ª Edición, 2010: Erik Svedberg 13.ª Edición, 2011: Mats Kemi 14.ª Edición, 2012: Mariana Dehlin, "Mirre" 15.ª Edición, 2015: Dan Spinelli Scala & Jennifer Egelryd 16.ª Edición, 2018: Daniel Westlund, "DK" 17.ª Edición, 2019: Klas Beyer 18.ª Edición, 2020: Michael Björklund, "Micke" 19.ª Edición, 2021: Dennis Johansson 20.ª Edición, 2022: Filip Johansson 21.ª Edición, 2022: Lars-Olov Johansson 22.ª Edición, 2023: Oskar Hammarstedt 23.ª Edición, 2023: Pelle Lilja 24.ª Edición, 2024: Olivia Lindegren 25.ª Edición, 2024: Ida Jensen Krogstad 26.ª Edición, 2025: Aron Sjölund 27.ª Edición, 2025: Confirmada | Harald Treutiger (1.ª-2.ª) Anders Lundin (3.ª-7.ª, 22.ª, 24.ª, 26.ª) Robert Aschberg (8.ª-9.ª) Linda Isacsson (10.ª) Paolo Roberto (11.ª-14.ª) Linda Lindorff (15.ª) Anders Öfvergård (16.ª-20.ª) Petra Malm (21.ª, 23.ª, 25.ª) |
| Suiza                                    | Expedition Robinson Web Oficial (No Activa) | TV3 (1.ª-2.ª) | 1.ª Edición, 1999: Andreas Widmer 2.ª Edición, 2000: Stefanie Ledermann 3.ª Edición, 2001: Carole Haari | Silvan Grütter (1.ª-3.ª) |
| Turquía                                  | Survivor Türkiye Web Oficial en Kanal D (No Activa) Web Oficial en Show TV (No Activa) Web Oficial en Star TV (No Activa) Web Oficial | Kanal D (1.ª) Show TV (2.ª-5.ª) Star TV (6.ª-7.ª) TV8 (8.ª-17.ª) TV8,5 (10.ª-17.ª)                                                                | 1.ª Edición, 2004: Uğur Pektaş 2.ª Edición, 2007: Taner Özdeş 3.ª Edición, 2010: Merve Oflaz 4.ª Edición, 2011: Derya Büyükuncu 5.ª Edición, 2012: Nihat Altınkaya 6.ª Edición, 2013: Hilmi Cem İntepe 7.ª Edición, 2014: Turabi Çamkıran 8.ª Edición, 2015: Turabi Çamkıran 9.ª Edición, 2016: Semih Öztürk 10.ª Edición, 2017: Ogeday Girişken 11.ª Edición, 2018: Adem Kılıçcı 12.ª Edición, 2020: Cemal Can Canseven 13.ª Edición, 2021: İsmail Balaban 14.ª Edición, 2022: Nisa Bölükbaşı 15.ª Edición, 2023: Nefise Karatay 16.ª Edición, 2024: Ogeday Girişken 17.ª Edición, 2025: Adem Kılıçcı 17.ª Edición, 2026: Confirmada | Acun Ilıcalı (1.ª-17.ª) |
| Ucrania                                  | Oстанній Герой Web Oficial (No Activa) | ICTV | 1.ª Edición, 2011-2012: Andrew Kowalski 2.ª Edición, 2012-2013: Alexey Diveev-Tserkovny | Ostap Stupka (1.ª-2.ª) |
| Venezuela                                | Robinson: La Gran Aventura Web Oficial (1.ª) (No Activa) Web Oficial (2.ª) (No Activa) | Venevisión | 1.ª Edición, 2001: Gabriel Pérez 2.ª Edición, 2003: Graciela Boza | Roberto Messuti (1.ª-2.ª) |

- Nota: Las webs no activas podrás visualizarlas a través de la web de Wayback Machine.

Colores de Fondo
     País que actualmente está emitiendo Survivor.
     País que planea emitir una nueva edición de Survivor.
     País que está negociando con la productora emitir una nueva edición de Survivor, aunque no sería oficial en caso de que llegara a emitirse.
     País que no planea emitir una nueva edición de Survivor.
Colores de Ediciones
     Edición con concursantes anónimos.
     Edición con concursantes famosos.
     Edición con concursantes all-stars (de pasadas ediciones).
     Edición con concursantes anónimos y famosos.
     Edición con concursantes anónimos (aficionados) y favoritos (all-stars).
     Edición con concursantes famosos y favoritos (all-stars).
     Edición con concursantes reality all-stars (de otros reality shows).
     Edición con concursantes anónimos y reality all-stars (de otros reality shows).
     Edición con concursantes anónimos y all-stars.
     Edición con concursantes all-stars (de pasadas ediciones) y reality all-stars (de otros reality shows).
1. ↑  La versión alemana es también emitida en Austria y en Suiza a través de RTL II.
2. ↑  La versión española es también emitida en Andorra, a través de Telecinco, Antena 3 y LaSiete.
3. ↑  La versión americana es también emitida en Canadá (Global TV).
4. ↑  La versión francesa es también emitida en Andorra, a través de TF1.
5. ↑  Durante el primer día de grabaciones el concursante Gérald Babin, de tan sólo 25 años, sufrió un paro cardíaco y murió poco después de ingresar en el hospital. El rodaje ha sido suspendido y tanto los concursantes como el equipo de producción ha sido repatriado a París. Un equipo psicológico está ayudando tanto a la familia y seres queridos de Babin, como a todos los que formaban parte del programa.
6. ↑  A los pocos días del suceso, Thierry Costa, médico del programa, se ha suicidado pocos días después de la muerte de Gérald Babin, tal y como informa el propio programa a través de un comunicado.
7. ↑  Durante la grabación del programa, una de las concursantes denunció a un compañero por un supuesto caso de agresión sexual. La productora hizo el anuncio de que se paralizaban el programa de TF1 alegando que se debía a un "acontecimiento ajeno al juego".
8. ↑  La versión griega es también emitida en Chipre.
9. ↑  Las dos versiones italianas son también emitidas en San Marino.
10. ↑  En la versión pakistaní, para evitar los problemas políticos y religiosos, la producción se decantó por la opción de que todos los supervivientes fuesen hombres.
11. ↑  La versión británica es también emitida en Irlanda.
12. ↑  Las dos primeras ediciones tambien fueron también emitidas en Bosnia y Herzegovina (ATV), Eslovenia (TV3), Macedonia (Sitel Televizija) y Montenegro (PRO TV).
13. ↑  La versión VIP es también emitida en Bosnia y Herzegovina (OBN), Macedonia (Sitel Televizija) y Montenegro (PRO TV).
14. ↑  Debido a las buenas audiencias el canal TV3 decidió apostar por una nueva edición, pero por motivos del gobierno alemán, el canal tuvo que cerrar y el programa no se emitió finalmente
15. ↑  Esta edición fue filmada en su totalidad pero nunca llegó a ser emitida debido al cierre de TV3.
16. ↑  Después de convocar el casting para la 3.ª Edición y seleccionar a los concursantes, el canal ICTV decidió cancelar el programa por el alto coste económico que supone el mismo.

## Otras adaptaciones
- Alemania: Ich Bin Ein Star, Holt Mich Hier Raus.
- Argentina: El conquistador del fin del mundo.
- Australia: Treasure Island.
- Brasil: O Conquistador do Fim do Mundo.
- Chile: Conquistadores del fin del mundo.
- China: Survivor Challenge.
- Colombia: Desafío, Nómadas.
- Ecuador: Conquistadores del fin del mundo.
- España (País Vasco): El conquistador del fin del mundo.
- Estados Unidos: Conquistadores del fin del mundo, I'm A Celebrity, Get Me Out Of Here!, Pirate Master.
- Francia: Je Suis Une Célébrité, Sortez-Moi De Là!.
- Holanda: Bobo's In The Bush.
- Hungría: Celeb Vagyok, Ments Ki Innen!.
- Irlanda: Treasure Island.
- México: Conquistadores del fin del mundo, Soy Famoso, Sacame De Aquí!.
- Nueva Zelanda: Treasure Island.
- Perú: El Desafío de Inca.
- Reino Unido: Castaway, I'm A Celebrity, Get Me Out Of Here!, Shipwrecked.

- Datos: Q755975
- Multimedia: Survivor (TV series) / Q755975